# Xà Bang
Xà Bang là một xã thuộc huyện Châu Đức, tỉnh Bà Rịa – Vũng Tàu, Việt Nam.

## Địa lý
Xã Xà Bang nằm ở phía bắc huyện Châu Đức, có vị trí địa lý:
- Phía đông giáp xã Quảng Thành
- Phía tây giáp xã Cù Bị
- Phía nam giáp thị trấn Kim Long và các xã Láng Lớn, Quảng Thành
- Phía bắc giáp tỉnh Đồng Nai.

Xã có diện tích 37,85 km², dân số năm 2002 là 12.325 người, mật độ dân số đạt 326 người/km².

## Lịch sử
Xã Xà Bang được thành lập vào ngày 1 tháng 2 năm 1985 trên cơ sở tách một phần diện tích và dân số của xã Ngãi Giao. Khi mới thành lập, xã thuộc huyện Châu Thành cũ.
Ngày 2 tháng 6 năm 1994, xã Xà Bang thuộc huyện Châu Đức mới thành lập.
Ngày 22 tháng 10 năm 2002, Chính phủ ban hành Nghị định 83/2002/NĐ-CP. Theo đó, chuyển toàn bộ 941 ha diện tích tự nhiên và 2.744 người của ấp Liên Hiệp 2 (đội 1 nông trường cao su Cù Bị) thuộc xã Xà Bang về xã Cù Bị mới thành lập.
Sau khi điều chỉnh địa giới hành chính, xã Xà Bang còn lại 3.785 ha diện tích tự nhiên và 12.325 người.